# Phthitia squamosa
Phthitia squamosa är en tvåvingeart som beskrevs av Marshall och Winchester 1999. Phthitia squamosa ingår i släktet Phthitia och familjen hoppflugor. Inga underarter finns listade i Catalogue of Life.